# Albin Lagergren

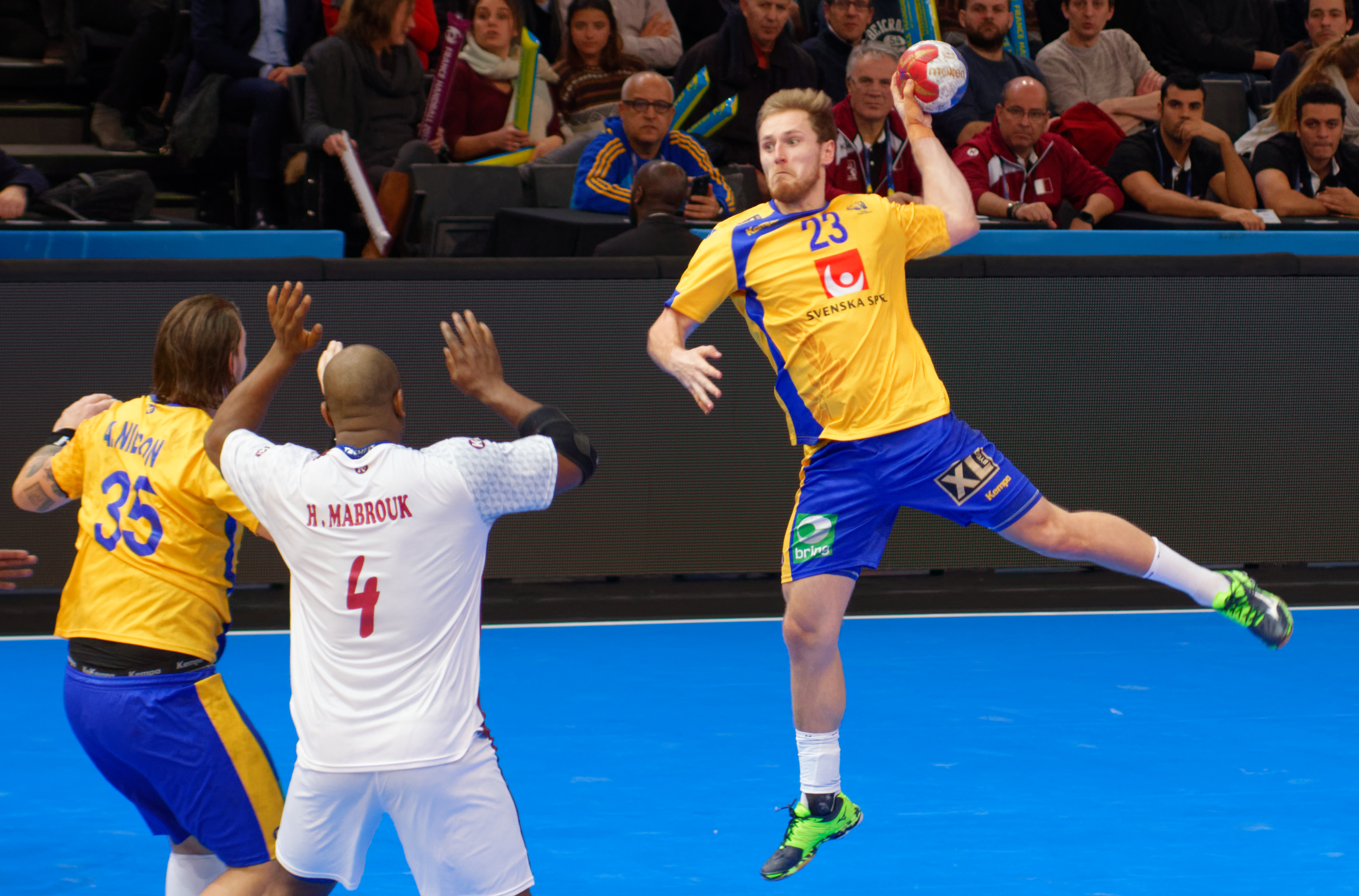
Albin Lagergren i landslaget, 2017.

Johan Albin Simon Lagergren, född 11 september 1992 i Varberg, är en svensk handbollsspelare (högernia). Han blev utsedd till Årets handbollsspelare i Sverige säsongen 2024/2025.

## Karriär

### Klubblags- och ungdomslandslagsspel
Under sin tid i moderklubben HK Varberg debuterade Albin Lagergren i juniorlandslaget där han spelade 18 matcher och gjorde 56 mål. 2011 bytte han klubb till Redbergslids IK i ett år. Efter en säsong i elitserien gick han åter till HK Varberg. Han fortsatte i U21-landslaget där han fick vara med och ta VM-guld med laget 2013. Han tillhörde de viktigaste spelarna i såväl semifinal (7 mål) som final (6 mål). Ett exempel på hur det gick för Albin Lagergren i HK Varberg i allsvenskan 2012/2013, är bortamatchen mot LIF Lindesberg i januari 2013. Varberg förlorade med uddamålet men Albin Lagergren gjorde 12 mål. Säsongen slutade med att han vann Allsvenskans skytteliga före bland andra Zoran Roganović (flerfaldig skytteligavinnare i högsta serien), som också spelade allsvenskt den säsongen. HK Varberg slutade dock på elfte plats.
Efter säsongen 2012/2013 skrev han på för IFK Kristianstad för att få spela elithandboll och utvecklas ytterligare. Första säsongen i Kristianstad slutade med förlust i SM-semifinal mot Lugi HF, men säsongen därefter slutade med lagets första SM-guld sedan 1953. Albin Lagergren var sedan med och tog hem 4 SM-finaler med IFK Kristianstad, och blev uttagen i Handbollsligans All-Star Team 2016/17 och 2017/18. Efter säsongen 2017/18 gick han till SC Magdeburg i Bundesliga. I oktober månad 2018 hade han etablerat sig som en av Magdeburgs bärande spelare. Efter säsongen slut 2020 bytte Albin Lagergren klubb till Rhein Neckar Löwen. Med Rhein-Neckar Löwen var han med och blev Tysk cupmästare 2023. Sedan sommaren 2023 är han tillbaka i SC Magdeburg.

### Landslagsspel
I A-landslaget debuterade Albin Lagergren 2016 och deltog i VM-kvalmatcherna mot Bosnien Hercegovina, där det gick bra för honom. Han fick sedan mästerskapsdebutera vid OS i Rio de Janeiro när Johan Jakobsson blev skadad och han spelade sista matchen mot Brasilien i OS. Vid VM 2017 i Frankrike spelade Lagergren från start, efter att Johan Jakobsson drabbats av en allvarlig hjärnskakning precis innan turneringen. Lagergren fick mycket beröm för sina insatser och gjorde totalt 24 mål på 36 skott (sju matcher). Lagergren har sedan varit med och vunnit silver vid EM 2018 i Kroatien, och till VM 2021 var han först utanför laget på grund av Coronasmitta men anslöt efter att Linus Persson blivit skadad, och var med i laget som vann VM-silver. Han deltog även vid OS i Tokyo i augusti 2021.

## Meriter
Med klubblag
- SM-slutspel:
  -  2015, 2016, 2017 och 2018 med IFK Kristianstad
- Tysk mästare:
  -  2024 med SC Magdeburg
- Tyska cupen:
  -  2023 med Rhein-Neckar Löwen och 2024 med SC Magdeburg
- IHF Super Globe:
  -  2023 med SC Magdeburg

Med landslag
- EM-guld 2022 i Ungern/Slovakien
- VM-guld U21, 2013 i Bosnien och Hercegovina
- EM-silver 2018 i Kroatien
- VM-silver 2021 i Egypten
- EM-brons 2024 i Tyskland